# You Don't Know Me
Singles de Jax Jones feat. Raye
House Work
(2016) Instruction
(2016)
Singles par Raye
By Your Side
(2016) The Line
(2017)
Pistes de Snacks
Breathe House Work
Ne doit pas être confondu avec U Don't Know Me.
You Don't Know Me est une chanson du DJ et producteur anglais Jax Jones en collaboration avec la chanteuse anglaise Raye pour le chant. Cette chanson contient un sample de la ligne de basse du hit de M.A.N.D.Y. vs. Booka Shade de 2005 Body Language. Le single est sorti en téléchargement au Royaume-Uni le 9 décembre 2016 et a été publié par Polydor Records au Royaume-Uni. La chanson a atteint la 3e place dans les classements anglais et la 6e en France.

## Clip vidéo
Un clip vidéo avec les paroles est sorti lorsque You Don't Know Me a été publiée sur YouTube le 8 décembre 2016 sur la chaîne officielle de Jax Jones. Une version live a également été publiée, dans laquelle le MC grime Stormzy apparaît.

## Liste des pistes
| 1. | You Don't Know Me (featuring Raye) | 3:33 |

| 1. | You Don't Know Me (feat. Raye & Spice) | 3:34 |

## Classements
| Classement (2016–17)                        | Meilleure position |
| ------------------------------------------- | ------------------ |
| Australie (ARIA)                            | 12                 |
| Autriche (Ö3 Austria Top 40)                | 7                  |
| Belgique (Flandre Ultratop 50 Singles)      | 2                  |
| Belgique (Wallonie Ultratop 50 Singles)     | 2                  |
| Canada (Hot 100)                            | 70                 |
| Colombie (National-Report)                  | 82                 |
| Communauté des États indépendants (Tophit)  | 6                  |
| Tchéquie (IFPI Rádio)                       | 12                 |
| Tchéquie (IFPI Singles Digitál)             | 13                 |
| Danemark (Tracklisten)                      | 6                  |
| Finlande (Suomen virallinen lista)          | 10                 |
| France (SNEP)                               | 6                  |
| Allemagne (Media Control AG)                | 3                  |
| Hongrie (Dance Top 40)                      | 8                  |
| Hongrie (Rádiós Top 40)                     | 20                 |
| Hongrie (Single Top 40)                     | 8                  |
| Irlande (IRMA)                              | 3                  |
| Italie (FIMI)                               | 9                  |
| Mexique Airplay (Billboard)                 | 47                 |
| Pays-Bas (Nederlandse Top 40)               | 6                  |
| Pays-Bas (Single Top 100)                   | 8                  |
| Nouvelle-Zélande (RMNZ)                     | 35                 |
| Norvège (VG-lista)                          | 7                  |
| Pologne (ZPAV)                              | 12                 |
| Portugal (AFP)                              | 14                 |
| Roumanie (Media Forest)                     | 7                  |
| Russie Airplay (Tophit)                     | 4                  |
| Écosse (OCC)                                | 3                  |
| Slovaquie (IFPI Rádio)                      | 17                 |
| Slovaquie (Singles Digitál Top 100)]        | 9                  |
| Slovénie (SloTop50)                         | 27                 |
| Espagne (PROMUSICAE)                        | 19                 |
| Suède (Sverigetopplistan)                   | 6                  |
| Suisse (Schweizer Hitparade)                | 5                  |
| Royaume-Uni (UK Singles Chart)              | 3                  |
| États-Unis (Dance Club Songs)               | 33                 |
| États-Unis (Dance/Electronic Digital Songs) | 13                 |
| États-Unis (Dance/Mix Show Airplay)         | 10                 |

| Classement (2017)                             | Position |
| --------------------------------------------- | -------- |
| Australie (ARIA)                              | 54       |
| Autriche (Ö3 Austria Top 40)                  | 43       |
| Belgique (Ultratop Flandre)                   | 7        |
| Belgique (Ultratop Wallonie)                  | 7        |
| Communauté des États indépendants (Tophit)    | 35       |
| Danemark (Tracklisten)                        | 22       |
| Allemagne (Official German Charts)            | 20       |
| Hongrie (Rádiós Top 40)                       | 55       |
| Hongrie (Single Top 40)                       | 42       |
| Hongrie (Stream Top 40)                       | 35       |
| Israël (Media Forest)                         | 45       |
| Italie (FIMI)                                 | 27       |
| Pays-Bas (Single Top 100)                     | 32       |
| Pologne (ZPAV)                                | 48       |
| Roumanie (Airplay 100)                        | 10       |
| Suède (Sverigetopplistan)                     | 51       |
| Suisse (Schweizer Hitparade)                  | 23       |
| Royaume-Uni Singles (Official Charts Company) | 10       |

## Certifications
| Région | Certification | Ventes/Streams |
| --- | ------------- | -------------- |
| Australie (ARIA) | 2 × Platine   | 140 000^       |
| Belgique (BEA) | 2 × Platine   | 60 000*        |
| France (SNEP) | Diamant       | 250 000*       |
| Allemagne (BM) | Platine       | 400 000^       |
| Italie (FIMI) | 3 × Platine   | 150 000‡       |
| Espagne (PME) | Platine       | 40 000^        |
| Suède (GLF) | 2 × Platine   | 80 000x        |
| Royaume-Uni (BPI) | 2 × Platine   | 1 200 000‡     |
| *Ventes selon la certification ^Mise en rayon selon la certification xNon précisé par la certification ‡ventes/streaming selon la certification |               |                |

## Historique de sortie
| Région      | Date            | Format                       | Label                  | Réf.   |
| ----------- | --------------- | ---------------------------- | ---------------------- | ------ |
| Royaume-Uni | 9 décembre 2016 | Digital                      | Polydor                | [ 9 ]  |
| Italie      | 27 janvier 2017 | Radio hit contemporain       | Universal              | [ 73 ] |
| États-Unis  | 21 mars 2017    | Radio hit contemporain       | - Polydor - Interscope | [ 74 ] |
| Royaume-Uni | 14 juin 2017    | Digital – Remix de Dre Skull | Polydor                | [ 10 ] |

## Source
- (en) Cet article est partiellement ou en totalité issu de l’article de Wikipédia en anglais intitulé « You Don't Know Me (Jax Jones song) » (voir la liste des auteurs).